# Shitō-ryū
Ne doit pas être confondu avec Chitō Ryu ou Shōtōkan-ryū.
Le Shitō Ryu (en japonais 糸東流) est une forme de karaté moderne, originaire d'Okinawa, élaborée par Kenwa Mabuni (摩文仁賢和). Mabuni choisit d'appeler son style Shitō Ryu en l'honneur de ses deux principaux maîtres : Ankō Itosu et Kanryō Higashionna. « Shito » (糸東) est en effet constitué des deux premiers kanjis d'« Itosu » et de « Higashionna ». 
Originaire d'Okinawa, Mabuni ouvre de nombreux dojos dans les environs d'Osaka et la majeure partie des pratiquants du Shitō Ryu se situe dans cette région. En 2014, ce style conserve les influences d'Itosu et de Higashionna : la liste officielle des katas est bien souvent énoncée en précisant ces deux origines.

## Kenwa Mabuni, fondateur du style
Kenwa Mabuni né à Shuri à Okinawa en 1889, et mort en 1952, est le fondateur du Shitō Ryu. À partir de 1930, il enseigne dans son propre dojo à Osaka, où il forme de nombreux maîtres dont ses deux fils, et publie de nombreux ouvrages. Son fils Keneï lui succède à son décès en 1952 puis, dix ans plus tard, s'expatrie aux États-Unis et en Amérique latine, où il développe cet art martial.

## Les cinq principes du Shitō Ryu (uke no go gensoku)
Le Shitō Ryu est avec l'Uechi-ryū un des grands styles majeurs du karaté. Il repose sur 5 principes fondamentaux :
- Rakka (« comme une fleur qui tombe ») : bloquer avec une force telle que si le blocage était appliqué sur un tronc d'arbre, celui-ci perdrait toutes ses fleurs. Un blocage doit être exécuté de manière si décisive que, non seulement il stoppe l'attaque mais l'annihile en une seule technique. Exemple : blocage uchi ude uke sur une attaque directe (blocage en puissance) ;
- Ryusui (« comme l'eau qui s'écoule ») : évoluer en harmonie avec les mouvements de son adversaire, en les utilisant comme aide à sa propre défense. Répondre à l'adversaire en utilisant un déplacement fluide. Exemple : un détournement d'attaque par un blocage circulaire ou une main ouverte le long de l'attaque (blocage souple, en harmonie) ;
- Kushin (« se baisser ») : contrôler l'attaque en utilisant le mouvement qui provient des genoux. Garder le dos droit et utiliser les genoux pour contrôler la hauteur afin de garder l'équilibre et la force des jambes et que dès lors peu d'effort soit nécessaire pour contrôler l'attaque. Exemple : rentrer et sortir rapidement dans l'attaque par un mouvement des genoux (piquer comme une guêpe à l'intérieur de la garde) ;
- Teni (« mouvement du corps ») : éviter les attaques en utilisant le mouvement du corps. Se déplacer dans toutes les directions pour troubler l'adversaire et faciliter l'utilisation de l’hangeki. Exemple : s'effacer ou se déplacer rapidement hors de l'attaque ;
- Hangeki (« contre-attaque ») : si cela s'avère nécessaire, rendre l'attaque à l'adversaire par une contre-attaque décisive et puissante. Si vous utilisez les 4 premiers principes, vous pourriez ne jamais faire appel à ce dernier mais vous devez utiliser votre esprit et votre corps au contre si nécessaire. Exemple : une bonne défense est l'attaque (sen-no-sen ou anticipation).

## Techniques principales

### Sources principales
Enseignements de Yves Zorza, 9e dan, la Fédération Francophone de Karaté et arts martiaux affinitaires (FFKAMA), Clarisse Locoge, 6e dan, FFKAMA, Thierry Van Binst, 6e dan, FFKAMA. On retrouve ici des éléments comparables dans leur dénomination, mais non nécessairement dans leur application aux autres styles de karaté.

### Te waza
Te waza regroupe les techniques d'attaque avec les poings et coudes définies ci-dessous. 
- Oi tsuki : attaque poing fermé en avançant (pas normal bras avant) ;
- Seiken tsuki : attaque poing fermé sur place (bras avant) ;
- Kizami tsuki : attaque poing fermé en glissant la jambe avant vers l'avant ;
- Gyaku tsuki : attaque poing fermé (bras arrière) ;
- Kagi tsuki : attaque poing fermé par mouvement latéral niveau moyen (souvent exécuté en position shiko dachi ;
- Age tsuki : attaque poing fermé vers le haut (style uppercut ; typiquement en combat rapproché) ;
- Ura tsuki : attaque poing fermé courte (souvent au niveau du ventre) ;
- Tateken tsuki : attaque poing fermé en position verticale (intermédiaire entre ura tsuki et seiken tsuki) ;
- Mawashi tsuki : attaque poing fermé circulaire (ressemble un peu à un crochet de boxe) ;
- Yoko tsuki : attaque poing fermé sur le côté, bras tendu (devient yoko barai quand on l'utilise pour bloquer) ;
- Tettsui uchi : attaque poing fermé avec le bas du poing fermé (comme un marteau ; tettsui en japonais) ;
- Uraken uchi : attaque avec le dos du poing (plusieurs variantes existent) ;
- Hiraken uchi : attaque avec les doigts de la main repliés sur la première phalange ;
- Shuto uchi : attaque avec le tranchant intérieur de la main ;
- Haito uchi : attaque avec le tranchant extérieur de la main ;
- Nukite : attaque avec le bout des doigts (main ouverte, doigts serrés) ;
- Ippon nukite : attaque avec le bout d'un seul doigt (itchi : un en japonais) ;
- Nihon nukite : attaque avec le bout de deux doigts (ni : deux en japonais) ;
- Ipponken uchi : attaque avec un seul doigt fermé ;
- Koken uchi : attaque avec le dos de la main et la main en forme de bec de canard vers le haut ;
- Seiryuto uchi : frappe avec la base du poignet et la main brisée, ouverte et tendue ;
- Teisho uchi : attaque avec la partie inférieure de la paume de la main ;
- Haishu uchi : attaque avec le dos la main ouverte ;
- Mae empi : coup de coude droit de face de bas en haut ;
- Mawashi empi : coup de coude circulaire d'extérieur en intérieur ;
- Otoshi empi : coup de coude de bas en haut vertical ;
- Yoko empi : coup de coude latéral ;
- Ushiro empi : coup de coude vers l'arrière.

### Uke waza
Uke waza regroupe les techniques de blocage définies ci-dessous.
- Gedan barai : blocage par rotation du bras tendu de l'intérieur vers l'extérieur ; poing fermé (niveau bas) ;
- Nino ude uke : blocage par rotation du bras tendu de l'extérieur vers l'intérieur ; poing fermé (niveau bas) ;
- Soto uke (yoko uke) : blocage bras replié de l'extérieur vers l'intérieur ; poing fermé (niveau moyen) ;
- Uchi ude uke : blocage bras replié de l'intérieur vers l'extérieur ; poing fermé (niveau moyen) ;
- Age uke (jodan) : blocage bras replié de bas en haut ; poing fermé et horizontal (niveau haut) ;
- Nagashi uke : blocage latéral de l'extérieur vers l'intérieur ; main ouverte (niveau moyen) ;
- Shuto uke : blocage avec le tranchant extérieur de la main ouverte (niveau moyen) ;
- Haishu uke : blocage latéral de l'intérieur vers l'extérieur ; main ouverte (niveau moyen) ;
- Mawashi empi uke : blocage circulaire du coude de l'extérieur vers l'intérieur (niveau moyen) ;
- Sukui uke : blocage de la paume de bas en haut ;
- Shote uke : blocage de la paume de haut en bas ;
- Osae uke : ressemble à shote uke mais avec mouvement rotatif du poignet (voir pinan) ;
- Kote uke : blocage latéral transversal avec la main tendue et serrée ou blocage d'intérieur en extérieur poing fermé (uchi ude uke avec le poing tourné dans l'autre sens) ;
- Ura uke : blocage avec le poignet (main renversée) en mouvement d'intérieur en extérieur ;
- Mawashi uke : blocage circulaire des deux mains (ura uke et shote uke, puis teisho avec chaque main) ;
- Morote uke : double blocage (uchi ude uke avec l'autre poing contre le coude opposé) ;
- Juji uke : double blocage avec les mains ou poings croisés ;
- Yoko barai : blocage latéral bras tendu et poing fermé ;
- Otoshi uke : blocage de haut en bas ; bras fléchi puis tendu avec le poing fermé (position du marteau) ;
- Hara uke : blocage comme ninode uke, mais avec le poignet et non le côté du poing ;
- Kumade uke : (patte de l'ours) blocage avec la main en patte d'ours de haut en bas ;
- Sashi te : déviation bras tendu en avançant vers l'adversaire ; bras tendu, main ouverte ou poing fermé ;
- O ura uke : blocage d'un geste large d'intérieur en extérieur ; bras tendu et main ouverte ;
- Haito uke : uchi ude uke, mais main ouverte ;
- Shuto (gedan) barai : gedan barai, main ouverte ;
- Kosa uke (en croix) : blocage à deux mains croisées, poings fermés ;
- Kuri uke : blocage circulaire haut ou moyen avec la base du poignet intérieur, verticalement ;
- Kake(te) uke : blocage circulaire horizontal avec la main ouverte et le poignet plié (en vue d'une saisie du bras) ;
- Sokuto uke : blocage avec le tranchant du pied ;
- Sokutei uke : blocage avec la plante du pied ;
- Wa uke : blocage avec les deux avant-bras en forme de cercle (ressemble à un double age uke) ;
- Kurisite ou furisite : blocage rotatif sur coup de pied (poignet vers le haut en final, avant-bras à l'horizontale), voir fin bassai dai.

### Ashi waza
Ashi waza regroupe les techniques de pieds et de genou définies ci-dessous.
- Kin geri : coup de pied de bas en haut, jambe tendue avec le dos du pied (typiquement dans l'entrejambe) ;
- Mae geri : coup de pied droit de face ; fouetté (keage) ou pénétrant (kekomi), niveau haut ou moyen ;
- Mawashi-Geri : coup de pied circulaire d'extérieur en intérieur ; fouetté (keage) ou pénétrant (kekomi), niveau haut, moyen ou bas ;
- Yoko (sokuto) geri : coup de pied latéral avec le tranchant du pied ; fouetté (keage) ou pénétrant (kekomi), niveau haut, moyen ou bas ;
- Ushiro geri : coup de pied retourné droit (dit du cheval) effectué avec le talon ; niveau moyen ;
- Ushiro ura mawashi geri : coup de pied circulaire retourné d'extérieur en intérieur ; fouetté (keage) ou pénétrant (kekomi), niveau haut ou moyen ;
- Ura mawashi geri : coup de pied circulaire d'intérieur en extérieur ; fouetté (keage) ou pénétrant (kekomi), niveau haut ou moyen ;
- Fumikomi geri : sokuto geri bas pénétrant utilisé pour faire plier l'adversaire ;
- Mikazuki geri : coup de pied circulaire d'extérieur en intérieur effectué avec la plante du pied verticalement ;
- Ura Mikazuki geri : coup de pied circulaire d'intérieur en extérieur effectué avec le dos du pied verticalement ;
- Kakato geri : coup de pied marteau avec le talon de haut en bas, jambe tendue ;
- Mae hiza geri : coup de genou droit direct (au ventre ou à la tête) ;
- Mawashi hiza geri : coup de genou circulaire ;
- Gyaku mawashi geri : coup de pied circulaire moyen de l'intérieur vers l'extérieur (mawashi geri inversé) ;
- Mae tobi geri : coup de pied  droit de face sauté ;
- Yoko tobi geri : coup de pied latéral sauté ;
- Kin tobi geri : coup de pied fouetté vers le haut sauté.

### Dachi waza
Dachi waza regroupe les postures définies ci-dessous :
- Heisoku dachi : pied joints, jambes légèrement fléchies ;
- Musubi dachi : talons joints, pieds à 45° vers l'extérieur, jambes tendues ;
- Heiko dachi : pieds écartés parallèles dans l'alignement des épaules ;
- Hachiji dachi ou shizen tai (position naturelle) : pieds écartés dans l'alignement des épaules mais à 45° vers l'extérieur ;
- Naifanchi dachi : pieds écartés un peu plus largement que les épaules, pieds à 45° vers l'intérieur, genoux fléchis légèrement ;
- Shiko dachi : pieds écartés comme naifanchi dachi mais pieds à 45° vers l'extérieur et descendre le bassin sur les genoux complètement fléchis (kiba dachi en Shōtōkan, mais avec les pieds à 45°) ;
- Sanchin dachi : les jambes écartées un peu plus que les épaules, un pied avancé avec le talon aligné sur les orteils de l'autre pied et incliné à 45° vers l'intérieur, l'autre pied droit ; on descend et ressort le bassin en poussant les genoux fléchis vers l'extérieur ;
- Neko achi dachi (position du chat) : jambe arrière pliée, genou à 20°, jambe avant pliée, pied posé sur le bout de la plante du pied (koshi), presque 100 % du corps repose sur la jambe arrière ;
- Moto dachi : position très naturelle, une jambe devant légèrement pliée naturellement (position de garde typique) ;
- Zenkutsu dachi : position plus avancée, jambe arrière tendue pied dirigé vers l'avant, jambe avant pliée avec le genou au-dessus des orteils, bassin de sorte que la ceinture soit de 20 à 30° vers l'extérieur (sauf sur gyaku zuki où le bassin se dirige vers l'avant) ;
- Kokutsu dachi : zenkutsu dachi, puis tourner la tête vers l'arrière ;
- Kosa dachi : se positionner en zenkutsu dachi puis ramener la jambe arrière derrière la jambe avant pour former une croix (kosa, en japonais) le bassin tourné vers l'avant ;
- Kake dachi : similaire à kosa dachi, mais le bassin tourné sur le côté ;
- Reno dachi : une jambe devant légèrement pliée, pied avant droit devant, pied arrière sur la même ligne et incliné à 45° vers l'extérieur ;
- Teno dachi : une jambe devant légèrement pliée, pied avant droit devant, pied arrière sur la même ligne et incliné à 90° vers l'extérieur ;
- Sagi ashi dachi : position sur une jambe, l'autre est repliée contre le genou interne de la jambe de support qui est légèrement pliée ;
- Tsuru ashi dachi : position de la grue, sur une jambe.

## Kihon
Ce que l'on nomme kihon en Japonais regroupe l'ensemble des techniques d'entraînement répétitives enseignées par les maîtres de karaté. Ces techniques peuvent être une seule technique répétée sur place ou en ligne droite, une combinaison de techniques de pied, poing ou autre, ou encore des enchaînements de techniques reprises dans les katas et dans les applications de katas (bunkai). Il existe des kihon plus ou moins codifiés qui correspondent à différents niveaux de pratique (typiquement à partir du 1er kyu et jusqu'au deuxième dan). À partir du troisième dan, ces kihon se pratiquent presque uniquement avec un partenaire et sont beaucoup plus élaborés. C'est un élément essentiel et central de l'apprentissage du karaté car il permet d'assimiler les techniques par répétition, d'affiner leur application par mimétisme (par rapport au senseï ou aux autres pratiquants) et enfin de développer la force physique, l'endurance et le contrôle de la respiration (essentiel à la bonne exécution des katas).

## Katas
Cette liste doit être encore validée. L'orthographe n'est qu'approximative, traduite phonétiquement du japonais ; d'autres orthographes également correctes existent. Des katas sont parfois repris dans des catégories différentes ou sous d'autres noms dans d'autres écoles ou certaines fédérations. Ceci n'est donc qu'une référence parmi d'autres. D'autre part, des références vers des sites Shitō Ryu sont utilisées afin de ne pas dupliquer l'information à outrance et cependant de compléter par des vidéos ou des descriptions pas-à-pas la définition des katas. Afin de rester objectif, tous les liens disponibles seront indiqués si plusieurs versions existent.

### Katasshuri-te(Anko Itosu)
1. Pinan shodan, pinan nidan, pinan sandan, pinan yondan, pinan godan, juni no kata
2. Heian shodan[5], heian nidan[6], heian sandan[7], heian yondan[8], heian godan[9]
3. Naifanchi shodan[10], naifanchi nidan, naifanchi sandan
4. Bassai dai[11], bassai sho
5. Kosokun dai[12], kosokun sho[13]
6. Jitte (à l'origine, kata de base tomari)[14], jion (à l'origine, kata de base tomari)[15], jiin (à l'origine, kata de base tomari)[16]
7. Rohai shodan, rohai nidan, rohai sandan
8. Wanshu
9. Chintei
10. Chinto[17]
11. Gojushiho[18]
12. Shiho kosokun[19]

### Katasnaha-te(Kanryo Higashionna)
1. Gekisai dai itch, gekisai dai ni
2. Tensho[20]
3. Sanchin[21]
4. Seienchin[22]
5. Seisan[23]
6. Saifa[24]
7. Sanseru
8. Seipai[25]
9. Shisochin[26]
10. Kururunfa[27]
11. Suparinpei[28]

### Katastomari-te

#### Seisho Aragaki
1. Niseishi
2. Sochin[29]
3. Unshu[30]
4. Tomari wanshu (empi), Tomari Bassai[31]

#### Sokon Matsumura
1. Matsumura bassai[32],[33], Matsumura rohai[34], Matsumura anan, Matsumura wankan, Matsumora seisan

#### Autres
1. Tomari no rohai
2. Tomari no chinto
3. Oyadomari no bassai

### Katas de Kenwa Mabuni
1. Shinsei itchi, shinsei ni
2. Juroku[35]
3. Miyojo
4. Aoyagi
5. Matsukaze (wankan)[36]
6. Shinpa[37]

### Katas chinois

#### Katas de Go Kenki
1. Papporen (ou papuren)
2. Nipaipo[38]
3. Hakucho
4. Haffa

#### Autres
1. Anan[39]
2. Heiku
3. Paiku
4. Pachu
5. Akaku

### Autres katas pratiqués
1. Ananko
2. Ishimine no bassai
3. Chibana no kushanku
4. Matsumora no bassai
5. Chatanyara no kushanku[40]
6. Kihan no bassai
7. Tote no kata